# José María de la Torre Martín
José María de la Torre Martín (Pegueros, Jalisco; 9 de septiembre de 1952-Aguascalientes; 14 de diciembre de 2020) fue un obispo católico mexicano, del 31 de enero de 2008 Obispo de Aguascalientes hasta su fallecimiento en 2020 por COVID-19.

## Biografía
José María de la Torre realizó sus estudios de filosofía en el Seminario Mayor de Guadalajara y en el de San Juan de los Lagos y de Monterrey los de teología. Es Licenciado en Teología Pastoral egresado de la Pontificia Universidad Salesiana en Roma. Fue ordenado sacerdote el 1 de junio de 1980 para la Diócesis de San Juan de los Lagos;

## Controversias
Como obispo de Aguascalientes, José María de la Torre Martín ha sido un actor relevante en el tema del matrimonio entre personas del mismo sexo en México al ser uno de sus mayores opositores. En septiembre de 2014, comparó a las uniones homosexuales con la zoofilia, por lo cual tuvo que retractarse un año después por la recomendación emitida por el Consejo Nacional para Prevenir la Discriminación (CONAPRED).
En mayo de 2016, a raíz de una iniciativa de ley promovida por Enrique Peña Nieto, aunada al señalamiento de inconstitucionalidad que hizo la Suprema Corte de Justicia de la Nación que impedía los matrimonios de personas del mismo sexo, De la Torre criticó estas acciones señalando que había problemas más importantes en el país.
Durante las elecciones estatales de Aguascalientes de 2016, donde resultó ganador el candidato panista Martín Orozco Sandoval, la Iglesia católica con De la Torre Martín a la cabeza, tuvo relevancia, pues desde el púlpito llamó a votar por quien defendiera los valores del evangelio, hecho que llevó a la candidata del PRI, Lorena Martínez, a impugnar la elección por la intromisión de la iglesia, lo que fue desestimado por las autoridades electorales.
Asimismo, en declaraciones vertidas el 10 de agosto de 2016, comparó los matrimonios entre personas del mismo sexo como “quesadillas sin queso”, haciendo alusión a la manera en que este platillo es servido en la Ciudad de México, y señaló que así como no tiene lógica llamar a un taco sin queso, quesadilla, tampoco se le debería llamar matrimonio a la unión de personas del mismo sexo.